# 趙富強案
趙富強案，又稱小红楼涉黑案、上海小紅樓案，是2000年代至2020年代中華人民共和國上海市楊浦區的一系列黑社會案件。
案件主人赵富强（1973年3月4日-）是曾拥有上海法治天地频道《平安上海》栏目运营权的上海万际文化传媒有限公司股东 ，来自江苏泰兴农村，1990年代來到上海楊浦區後經過一段時間開始從事房屋租賃業務。赵富强被指在商铺租赁过程中通过欺诈手段垄断房源以及暴力胁迫方式收取房租，判決書显示，自2017年10月至2019年3月，赵富强采用暴力、胁迫等手段，先后对五名女性共计实施13次奸淫。
赵富强在租用的办公楼等地安排多名女性色誘、行賄官员和国企工作人员，其中就包括杨浦区委政法委书记卢焱。2014年，赵富强买下了杨浦区许昌路632号一栋6层的楼房并命名为创富大厦，此建筑距离杨浦区政府、杨浦区妇女联合会约200米，又被称为小红楼。

## 立案与调查
2018年11月，一名女性向中国共产党上海市纪律检查委员会、上海市监察委员会实名举报赵富强强奸残害女性以及錢色行賄干部。2019年1月，该女性向杨浦公安分局報强奸案。
2019年上半年，杨浦区委政法委书记卢焱通過杨浦分局副局长岑宏权了解趙富強已被杨浦分局立案調查，並向赵富强通風報信。2019年5月15日上午，卢焱在办公室告知赵富强称當局有人準備立即抓捕赵富强，劝说其尽快離開上海。赵富强当晚带着三名女性开车逃回江苏泰兴老家。5月16日13时许，警方在泰兴将赵富强等人逮捕。
由于此系列案件牵扯众多官员，亦正值扫黑除恶专项斗争期間，该案除公安机关调查外，也强调由中央扫黑办（也称“全国扫黑办”）督办。2019年7月29日，中央扫黑除恶第16督导组组长吴玉良向上海市反馈督导情况，要求聚焦已办和在办涉黑涉恶案件，深入排查背后的关系网和保护伞。当日傍晚，杨浦区委常委、区委政法委书记卢焱接受上海市纪委监委纪律审查和监察调查。

## 诉讼与审理
2020年6月30日，上海市人民检察院第二分院对系列案件提起了公诉。
2020年9月底，上海第二中级人民法院对系列案件进行了宣判；其中，赵富强等38人涉黑案件于9月22日宣判。
一审判决后，赵富强等19名被告人提出上诉。案件提交至上级机关，上海市高级人民法院针对上诉案进行了审理。2020年12月8日，上海市高级人民法院进行了二审。庭审过程宣称“因涉及个人隐私”以不公开开庭方式进行。
2020年12月30日，上海市高级人民法院进行了终审宣判。

### 判决结果
2020年9月22日，上海市第二中级人民法院判決赵富强死刑缓刑两年执行，對其他37名被告人分别处以有期徒刑二年六个月至二十年之间的徒刑。2020年12月30日，上海市高级人民法院终审維持原判。
赵富强案中，至少13名国家机关工作人员和国企干部牵涉到案件中，如：
- 杨浦区委常委、政法委书记卢焱一审被判处有期徒刑17年；
- 杨浦区法院院长任湧飞被判有期徒刑7年6个月；
- 平凉路派出所原所长胡程浩和副所长孙震东因包庇赵富强黑社会性质组织，并纵容该组织进行违法犯罪活动，分别被判处4年和1年6个月有期徒刑；
- 上海市公安局杨浦分局副局长岑宏权，曾向卢焱透露立案情况，于2019年接受調查[13]，后续不明。

| 涉案人物 | 原身份                                                              | 宣判日期              | 成立之罪名 | 刑罚                                                                             |
| -------- | ------------------------------------------------------------------- | --------------------- | --- | -------------------------------------------------------------------------------- |
| 赵富强   | 商人                                                                | 2020-09- 2020-12-30   | 组织、领导黑社会性质组织罪 强奸罪 诈骗罪 寻衅滋事罪 强迫交易罪 敲诈勒索罪 盗窃罪 组织卖淫罪 聚众淫乱罪 行贿罪 | 死刑，缓期二年执行，终身剥夺政治权利，并处没收个人全部财产，并限制减刑           |
| 卢焱     | 上海杨浦区委常委 上海杨浦区政法委书记                               | 2020-09-24            | 受贿罪 贪污罪 包庇、纵容黑社会性质组织罪                                                                      | 有期徒刑十七年，剥夺政治权利三年，并处罚金人民币二百二十万元；违法所得依法追缴。 |
| 任湧飞   | 上海市杨浦区人民法院院长                                            | 2020-09-24 2020-12-31 | 受贿罪 纵容黑社会性质组织罪                                                                                   | 有期徒刑七年六个月，并处罚金人民币五十万元；违法所得依法追缴。                   |
| 林锋     | 上海五环大厦投资发展有限公司总经理 上海体院科技发展有限公司副董事长 | 2020-09-23            | 诈骗罪 | 有期徒刑三年，缓刑五年，并处罚金人民币二万元                                     |
| 黄飞     | -                                                                   | 2020-09-23            | 参加黑社会性质组织罪 诈骗罪                                                                                   | 有期徒刑四年，并处罚金人民币二万元                                               |
| 张悦     | -                                                                   | 2020-09-23            | 参加黑社会性质组织罪 诈骗罪                                                                                   | 有期徒刑三年二个月，并处罚金人民币二万元                                         |
| 江山     | 上海黄浦公共租赁住房运营有限公司总经理                              | 2020-09-23            | 诈骗罪 | 有期徒刑二年，并处罚金人民币二万元                                               |
| 叶鹏晖   | 上海黄浦公共租赁住房运营有限公司租赁管理部业务主管                  | 2020-09-23            | 诈骗罪 | 有期徒刑一年五个月，缓刑二年，并处罚金人民币二万元                               |
| 胡程浩   | 上海市公安局杨浦分局殷行路派出所所长                                | 2020-09-23            | 包庇、纵容黑社会性质组织罪                                                                                    | 有期徒刑四年                                                                     |
| 孙震东   | 上海市公安局杨浦分局长白新村派出所副所长                            | 2020-09-23            | 包庇、纵容黑社会性质组织罪                                                                                    | 有期徒刑一年六个月                                                               |
| 吳劍磊   | 平涼工商所原所長                                                    | 2020-09-23            | 因包庇趙富強獲刑                                                                                              | 有期徒刑五年六個月                                                               |
| 馮伯平   | 江浦工商所原副所長                                                  | 2020-09-23            | 因包庇趙富強獲刑                                                                                              | 有期徒刑七年                                                                     |

## 后续
- 与赵富强案有牵连并获刑的九名女性特定关系人中，有六人与赵富强育有未成年子女；这些未成年子女，连同事件中代孕生育的儿童，面临在户口、抚养方面的困难[6]。
- 2021年1月16日，财新以特稿《上海“小红楼”黑势力覆灭始末》报道该系列案件[5]；1月19日追加《图解沪上“小红楼”主人赵富强的黑金王国》[20]。
该年11月，这一系列案件被挖出，以“小红楼案”为关键字，在中国大陆传媒引起广泛传播与议论。
- 2021年11月1日，曾任上海市第二中级人民法院副院长、主持审理赵富强涉黑案的上海松江法院院长张铮被查。[21]